# Битка за Хрватску Костајницу
Битка за Хрватску Костајницу био је војни сукоб између САО Крајине коју је подржавала Југословенска народна армија (Југословенска народна армија) и локална Територијална одбрана са седиштем у Босанској Костајници, против Хрватске народне гарде (ЗНГ) и хрватских полицајаца. Борбе су се водиле од 17. јула до заузимања Костајнице 13. септембра, а жељени резултат је био углавном убиство хрватског председника Фрање Туђмана, који је вршио смотру особља Хрватске народне гарде у Хрватској Костајници. Снаге Југословенске народне армије и САО Крајине заузеле су Хрватску Костајницу 13. септембра, Хрватска народна гарда и хрватска полиција покушали су пробој до Хрватске Дубице, већина њих је убијена у том процесу.

## Позадина
Године 1990, етничке тензије између Срба и Хрвата су се погоршале након изборног пораза владе Социјалистичке Републике Хрватске од Хрватске демократске заједнице (ХДЗ). Југословенска народна армија (ЈНА) одузела Територијалну одбрану Хрватске (ТО) оружје како би се минимизирао отпор. Дана 17. августа, тензије су ескалирале у отворену побуну хрватских Срба, усредсређену на претежно српски насељена подручја далматинског залеђа око Книна (приближно 60 километара североисточно од Сплита), делове Лике, Кордуна, Бановине и источне Хрватске. У јануару 1991. године, Србија, уз подршку Црне Горе и српских покрајина Војводине и Косова, безуспешно је покушала да добије одобрење Председништва Југославије за операцију ЈНА ради разоружавања хрватских снага безбедности. Захтев је одбијен, а бескрвни окршај између српских побуњеника и хрватске специјалне полиције у марту подстакао је саму ЈНА да затражи од савезног председника да јој да ратна овлашћења и прогласи ванредно стање. Иако је захтев подржала Србија и њени савезници, захтев ЈНА је одбијен 15. марта. Српски председник Слободан Милошевић је преферирао кампању за проширење Србије него за очување Југославије са Хрватском као федералном јединицом, јавно је претио да ће ЈНА заменити српском војском и изјавио да више не признаје ауторитет савезног председништва. Претња је навела ЈНА да одустане од планова за очување Југославије у корист проширења Србије, јер је ЈНА дошла под Милошевићеву контролу. До краја марта, сукоб је ескалирао првим жртвама. Почетком априла, вође српске побуне у Хрватској изјавиле су своју намеру да споје подручја под својом контролом са Србијом. Влада Хрватске их је сматрала сепаратистичким регионима.
Почетком 1991. године, Хрватска није имала редовну војску. Да би ојачала своју одбрану, Хрватска је удвостручила број полицајаца на око 20.000. Најефикаснији део хрватских полицијских снага била је специјална полиција од 3.000 људи, коју је чинило дванаест батаљона организованих по војном принципу. Такође је било 9.000–10.000 регионално организованих резервних полицајаца у 16 батаљона и 10 чета, али им је недостајало оружје. Као одговор на погоршање ситуације, хрватска влада је основала Хрватску народну гарду (ЗНГ) у мају проширењем специјалних полицијских батаљона у четири потпуно професионалне гардијске бригаде. Под контролом Министарства одбране и под командом пензионисаног генерала ЈНА Мартина Шпегеља, четири гардијске бригаде су бројале приближно 8.000 војника. Резервни састав полиције, такође проширен на 40.000, припојен је ЗНГ и реорганизован у 19 бригада и 14 самосталних батаљона. Гардијске бригаде су биле једине јединице ЗНГ које су биле потпуно опремљене лаким наоружањем; широм ЗНГ је недостајало теже наоружање и постојала је лоша структура командовања и контроле изнад нивоа бригаде. Несташица тешког наоружања била је толико озбиљна да је ЗНГ прибегла коришћењу оружја из Другог светског рата узетог из музеја и филмских студија. У то време, хрватски фонд оружја састојао се од 30.000 комада лаког наоружања купљеног у иностранству и 15.000 комада које је раније било у власништву полиције. Да би се заменио губитак људства у гардијским бригадама, формирана је нова специјална полиција од 10.000 људи.

## Увод
Након што су се тензије између хрватских Срба и Хрвата појачале у Бановини, ситуација се додатно погоршала када је почео Хрватски рат за независност, када су снаге Југословенске народне армије и САО Крајине напале Хрватску Костајницу и подручје Двора, а пре тога су хрватска полиција и Хрватска народна гарда организовале одбрану у овим градовима. Након заузимања Бановине, Хрватска народна гарда и Министарство унутрашњих послова очајнички су покушали да преокрену ситуацију у своју корист. Покушали су да преговарају са снагама ЈНА и САО Крајине и трудили су се да ојачају своју одбрану формирањем полицијских батаљона.
План који су спровели 7. Банијски корпус и паравојна јединица „Книнџе“ и Територијална одбрана САО Крајине, назван Операција „Жаока“, имао је за циљ елиминисање присуства хрватског Министарства унутрашњих послова (заједно са полицијом) и Хрватске народне гарде . Такође је имао за циљ да појача присуство Хрватске народне гарде у Глини и околним подручјима. Као део шире кампање у том подручју, Хрватска Костајница би била нападнута, заједно са Глином, где су се одвијале тешке борбе када су Срби предводили велики напад. Након што су Глина и друге полицијске станице пале, Хрватска народна гарда је привремено напустила Хрватску Костајницу . Вратили су се када су Срби започели другу фазу операције. Срби су се углавном фокусирали на Хрватску Костајницу када је било очигледно да је Фрањо Туђман тамо и врши инспекцију особља Хрватске војске.

## Битка
Југословенска народна армија започела је инвазију на САО Западну Славонију. Тенкови и артиљерија су виђени са друге стране Уне. Интензивна артиљерија је погодила Хрватску Костајницу и околна подручја. Припадници Југословенске народне армије и САО Крајине, заједно са Територијалном одбраном у Босанској Костајници, постепено су еродирали одбрану Хрватске Костајнице око месец дана, током овог времена снаге ЈНА (Југословенске народне армије) и САО Крајине су одсецале Хрватску Костајницу од Хрватске Дубице и заузимале околне градове како би потпуно окружиле Костајницу. Хрватске снаге су се накратко повукле из Хрватске Костајнице, поново улазећи у град 2. августа. 7. Банијској дивизији се обавезала да окупира Хрватску Костајницу са 1.000-2.000 војника. Бројчано су надмашили хрватски гарнизон од само 400-450 бранилаца. Седма Банија дивизија је потом пресекла пут ка Хрватској Дубици, одакле је хрватски гарнизон стациониран у Хрватској Костајници набављао већину својих залиха. Пут су заузеле српске снаге, али су га, како се извештава, поново окупирале Антитерористичка јединица Лучко и 120. бригада ЗНГ. Остатак борби претворио се у неуспешан хрватски контранапад како би се ослободио опкољени град Хрватска Костајница. Срби који су опседали град почели су да инсистирају на коначном нападу, како би прекинули застој и окупирали Хрватску Костајницу. Овај напад је уследио 30. августа, када су српске снаге заузеле брдо Ђед, које се надвијало над градом и било је витална позиција. Рано ујутро 12. септембра, српске снаге су заробиле 60 хрватских полицајаца, који су потом брутално мучени, то је урађено како би се физиолошки утицало на хрватске браниоце. Ситуација се потом потпуно урушила као неуспешна хрватска офанзива да се пробије опсада и стигне до Хрватске Дубице . Елитне книнске полицијске јединице „Книње“ су стигле и пробиле одбрану града. Затим су присилили Хрвате да уђу у део града близу Уне (Саве). Хрватски браниоци су се потом предали и послати су у логор Мањача где су злостављани и погубљени.
Током борби у Костајници, три новинара су убиле српске снаге. Хрватски фотограф и сниматељ Хрватске радио-телевизије, Гордан Ледерер, убијен је 10. августа 1991. године у Костајници, од стране српске снајперске ватре.
Првог септембра 1991. године, двојицу руских новинара који су радили за Сверуску државну телевизијску и радиодифузну компанију, Виктора Ногина и Генадија Куриној, убиле су српске побуњеничке снаге у њиховом аутомобилу.

## Последице

### Даљи напредак
Након заузимања Хрватске Костајнице 13. септембра, снаге САО Крајине заузеле су Хрватску Дубицу. Дан касније пало је Топуско 14. септембра.

### Ратни злочини
Након што је заузето стратешки важно брдо Ђед, снаге САО Крајине заробиле су 60 хрватских полицајаца, који су потом мучени. Након што су Книнџе потиснуле преостале хрватске војнике у део града који се налазио близу моста који је водио до града Костајнице, Босна и Херцеговина, хрватски гарнизон стациониран у Хрватској Костајници се предао и послат је у концентрациони логор Мањача где ће бити мучени, а одређени број убијен. Након заузимања града, почела су убиства док су снаге САО Крајине палиле и пљачкале Хрватску Костајницу и оближња села.

## Извори
- Central Intelligence Agency, Office of Russian and European Analysis (2002). Balkan Battlegrounds: A Military History of the Yugoslav Conflict, 1990–1995. Washington, D.C.: Central Intelligence Agency. ISBN 9780160664724. OCLC 50396958.
- Eastern Europe and the Commonwealth of Independent States. London, England: Routledge. 1999. ISBN 978-1-85743-058-5.
- Engelberg, Stephen (3. 3. 1991). „Belgrade Sends Troops to Croatia Town”. The New York Times. Архивирано из оригинала 2. 10. 2013. г.
- Hoare, Marko Attila (2010). „The War of Yugoslav Succession”.  Ур.: Ramet, Sabrina P. Central and Southeast European Politics Since 1989. Cambridge: Cambridge University Press. ISBN 978-1-139-48750-4.
- Ramet, Sabrina P. (2006). The Three Yugoslavias: State-Building And Legitimation, 1918–2006. Bloomington, Indiana: Indiana University Press. ISBN 978-0-253-34656-8.
- Sudetic, Chuck (2. 4. 1991). „Rebel Serbs Complicate Rift on Yugoslav Unity”. The New York Times. Архивирано из оригинала 2. 10. 2013. г.

- „The Prosecutor vs. Milan Martic – Judgement” (PDF). International Criminal Tribunal for the former Yugoslavia. 12. 6. 2007.
- „Roads Sealed as Yugoslav Unrest Mounts”. The New York Times. Reuters. 19. 8. 1990. Архивирано из оригинала 21. 9. 2013. г.